# Burke and Hare
Burke and Hare is een Britse zwarte komedie uit 2010, die losjes gebaseerd is op het verhaal van de seriemoordenaars William Burke en William Hare, die begin 19e eeuw in Edinburgh zestien slachtoffers maakten. De film werd geregisseerd door John Landis en de hoofdrollen werden vertolkt door Simon Pegg en Andy Serkis als Burke en Hare. Het was de eerste film van Landis in twaalf jaar, na Susan's Plan uit 1998.